# Abraham Hamadeh
Abraham Hamadeh, né le 15 mai 1991 à Chicago, est un homme politique américain. Membre du Parti républicain, il est élu à la Chambre des représentants des États-Unis en Arizona lors des élections de 2024.

## Biographie

### Jeunesse et carrière professionnelle
Abraham Hamadeh est le fils d'un père musulman et d'une mère druze originaires de Syrie. Ses parents s'installent à Chicago en 1989, où ils restent après l'expiration de leur visa de tourisme,. Abraham Hamadeh — prénommé Ibrahem avant 2010 — y naît en 1991. Sa famille emménage par la suite en Arizona.
En 2016, il est diplômé de la faculté de droit de l'université de l'Arizona. Il travaille alors comme procureur pour le comté de Maricopa. Il est parallèlement réserviste de l'armée de terre américaine. À ce tire, il est déployé pendant 14 mois en Arabie saoudite entre 2020 et 2021.

### Engagement politique

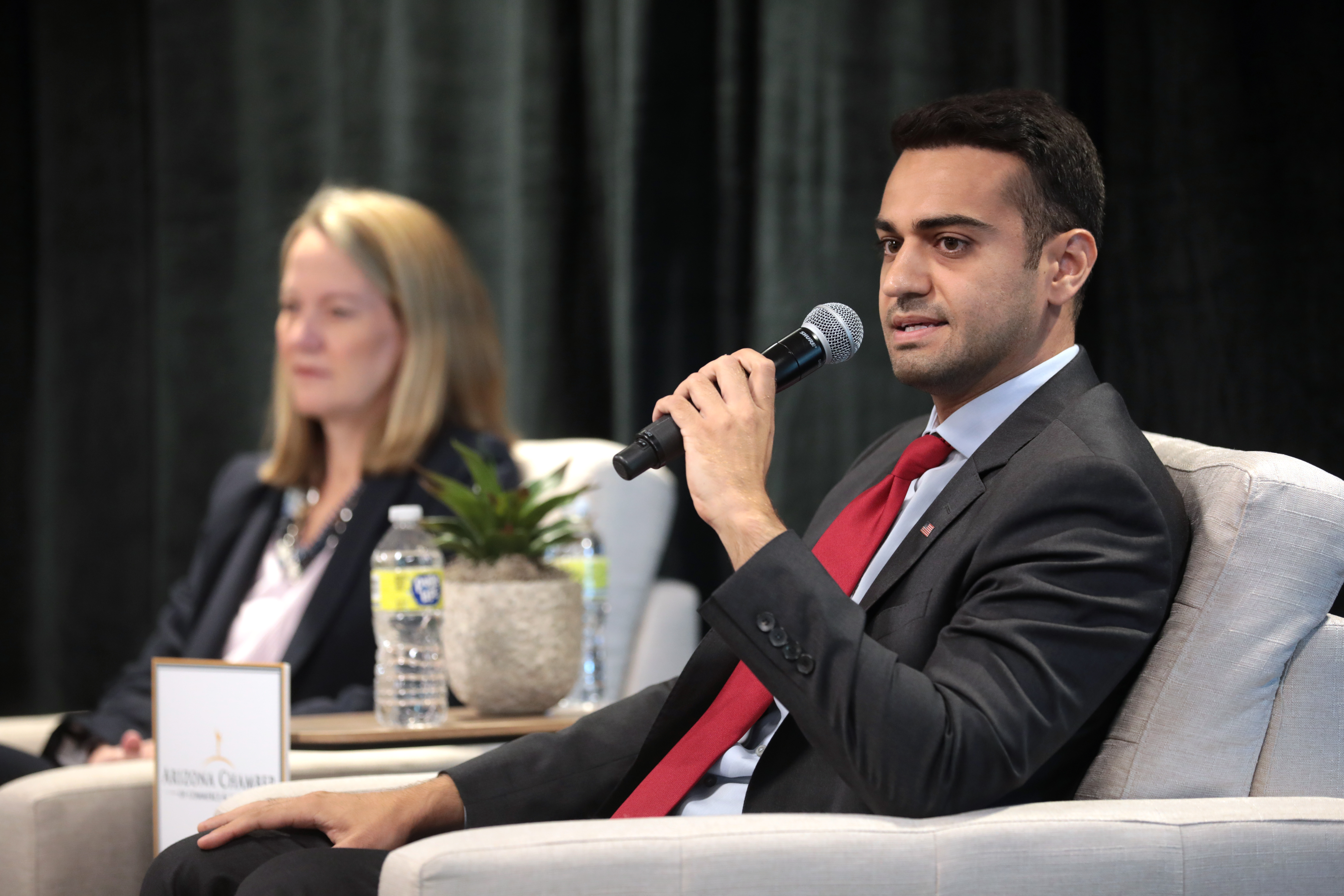
Abraham Hamadeh et Kris Mayes en 2022.

En 2022, Abraham Hamadeh entre en politique en se présentant au poste de procureur général de l'Arizona. Soutenu par l'ancien président Donald Trump, il remporte en août 2022 la primaire républicaine avec environ un tiers des suffrages, devant cinq autres candidats. En novembre, il affronte Kris Mayes, unique candidate de la primaire démocrate. Durant la campagne, il indique son souhait de voir appliquer la loi de 1864 interdisant l'avortement (à la suite de l'arrêté Dobbs) et soutient qu'il aurait refuser de certifier les résultats de l'élection présidentielle de 2020 en Arizona. Il est finalement battu d'extrême justesse par Kris Mayes, qui le devance de seulement 511 voix sur 2,5 millions. Lors de ces élections, les républicains de l'Arizona perdent également les postes de gouverneur, secrétaire d'État et sénateur. Abraham Hamadeh conteste le résultat de l'élection. Si le recomptage des voix réduit l'avance de la démocrate à 280 bulletins, ses différents recours en justice sont déboutés.

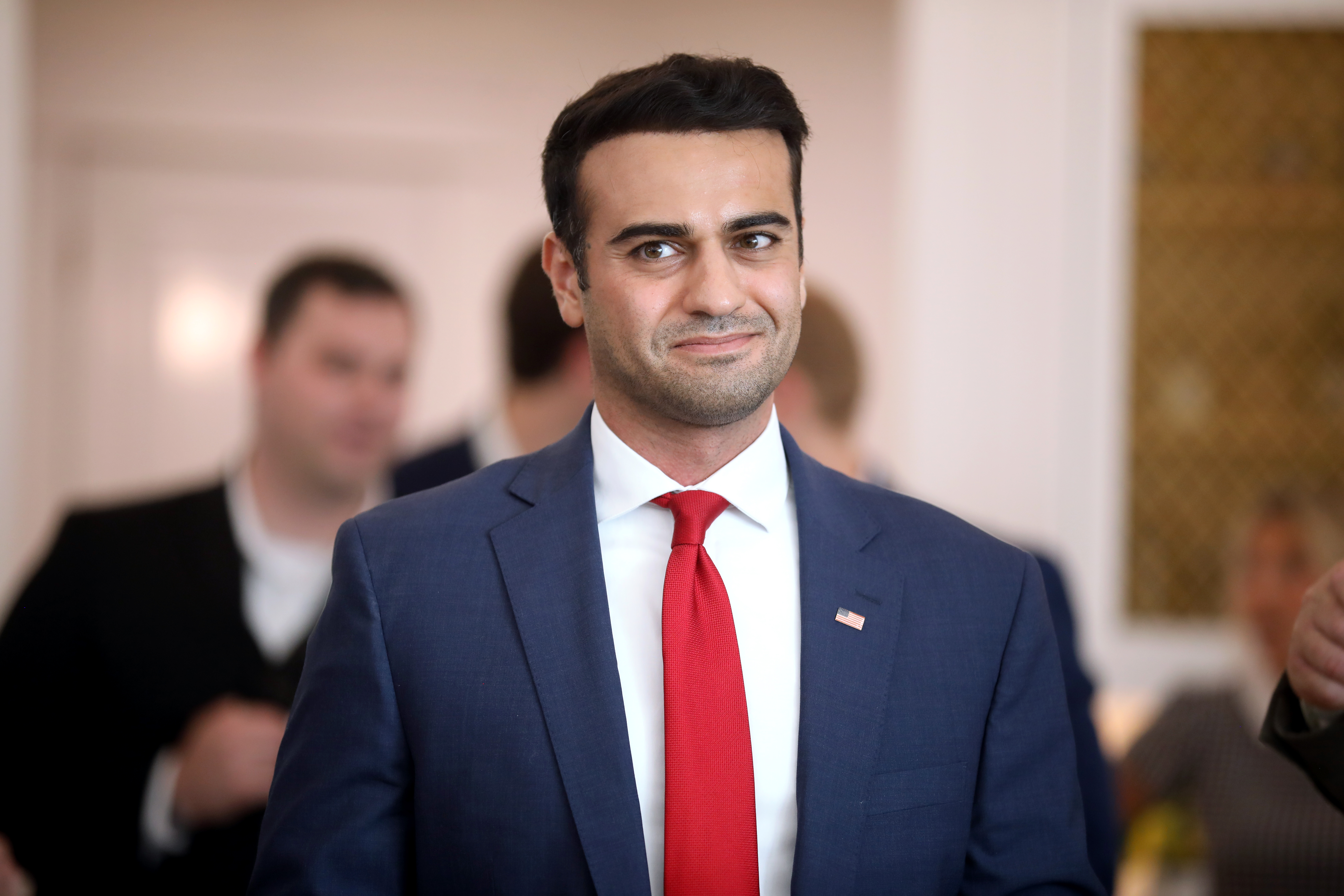
Abraham Hamadeh lors d'une levée de fonds en 2024.

En 2024, Abraham Hamadeh est candidat à la Chambre des représentants des États-Unis dans le 8e district de l'Arizona, une circonscription conservatrice du nord-ouest de Phoenix. Alors que l'élue sortante Debbie Lesko ne se représente pas, Abraham Hamadeh affronte notamment Blake Masters (candidat malheureux au Sénat en 2022), Ben Toma (président de la Chambre des représentants locale) et Trent Franks (ancien représentant). La campagne est considérée comme particulièrement négative entre Abraham Hamadeh et Blake Masters, qui bénéficient tous les deux du soutien de Donald Trump. C'est Abraham Hamadeh qui remporte la primaire républicaine avec 29,9 % des suffrages contre 25,7 % et devient le favori pour l'élection de novembre. Il est élu représentant des États-Unis avec 56,5 % des voix.

## Positions politiques
Abraham Hamadeh est considéré comme un républicain « MAGA », qui ne reconnaît pas la défaite de Donald Trump en 2020.
Sur les questions de société, il est opposé à l'avortement.
Ses positions très à droite sur l'immigration lui valent des accusations d'hypocrisie, son père étant resté illégalement dans le pays après l'expiration de son visa de tourisme et n'ayant échappé à l'expulsion du territoire américain en 1996 que grâce à ses enfants nés aux États-Unis,.